# Gottfried Friton
Gottfried Friton (* 10. Juni 1824 in Wien, Kaisertum Österreich; † 27. Dezember 1904 in Wien, Österreich-Ungarn) war ein österreichischer Komponist, Militärkapellmeister und Arrangeur.
Friton war von 1851 bis 1878 Militärkapellmeister des Infanterieregiment Nr. 6. Er komponierte Tänze, stellte Potpourris zusammen und arrangierte unter anderem Werke von Johann Strauss (Sohn) und Carl Michael Ziehrer.